# Méthanation
Ne doit pas être confondue avec la méthanisation, processus naturel biologique de dégradation de la matière organique en absence d'oxygène.
La méthanation est une réaction de synthèse du méthane (CH4) à partir de dihydrogène (H2) et de monoxyde de carbone (CO) ou de dioxyde de carbone (CO2) en présence d'un catalyseur. En tant que procédé industriel, elle est principalement utilisée dans les sites de synthèse d'ammoniac et intéresse les producteurs de méthanol et de DME.
La méthanation du dioxyde de carbone voit son champ d'intérêt s'élargir par le développement des énergies éolienne et solaire, qui nécessitent de pouvoir stocker l'électricité produite en surplus. On parle alors de conversion d'électricité en gaz (en anglais power to gas, P2G ou PtG), qui contribue à la transition énergétique par une diminution des rejets globaux de CO2.
Si ce méthane est synthétisé à partir d'hydrogène vert et de CO2, il peut contribuer à décarboner les infrastructures gazières et les usages du gaz, avec pour les pays deux stratégies possibles : importation massive à bas coût et/ou production locale, par exemple au plus près de grandes sources d'électricité verte.

## Réactions chimiques
La méthanation permet de convertir le monoxyde de carbone et le dioxyde de carbone en méthane et en eau selon deux réactions :
- {\displaystyle {\rm {CO+3\,H_{2}\rightarrow CH_{4}+\,H_{2}O}}}       ΔH = −206,2 kJ/mol298K[3]

cette première réaction est l'inverse du vaporeformage, qui peut être utilisé pour transformer le méthane en gaz de synthèse ;
- {\displaystyle {\rm {CO_{2}+4\,H_{2}\rightarrow CH_{4}+2\,H_{2}O}}}       ΔH = −165,0 kJ/mol298K[3]

cette seconde réaction est connue sous le nom de « réaction de Sabatier ».
Pour obtenir un taux de conversion et une sélectivité en méthane élevés, la réaction (très exothermique) a lieu à des températures comprises entre 320 °C et 430 °C, à une pression de 5 à 15 bar et en présence d'un mécanisme catalytique qui a été très étudié. En 2017, on estime que deux types de mécanismes coexistent ou dominent (selon les cas) : 
1. L'un postule que la réaction passe par le CO (comme intermédiaire ensuite converti en méthane via une méthanation du CO)[5],[6]. (La méthanation du monoxyde de carbone n'est pas encore bien comprise, ou son explication ne fait pas consensus en 2017[7],[8],[9]) ;
2. L'autre suppose une conversion directe du CO2 en méthane (via la formation de carbonates et de formiates en surface du catalyseur).

Dans ces deux cas, l'hydrogène est adsorbé et dissocié à la surface de la phase active.

## Histoire
La découverte de la réaction de base date d'il y a plus d'un siècle, mais la réaction de conversion est complexe et très exothermique (tout en exigeant que le réacteur reste dans une fourchette précise de température). Ses catalyseurs solides se dégradent en outre assez rapidement. Ceci explique qu'en 2017, ses développements industriels semblent encore assez lents.
Les premières méthanations à échelle industrielle ont été faites en période de crise de l'énergie : en Allemagne durant la Seconde Guerre mondiale, pour produire du gaz naturel de synthèse (en) (GNS) par la gazéification du charbon puis dans la décennie 1960–1970 alors que le prix du gaz venait de connaître une hausse importante.
Les premiers procédés de méthanation, utilisés pour la production de gaz naturel de synthèse, à partir de la gazéification du charbon, ont vu le jour en Allemagne lors de la Seconde Guerre mondiale. Ce n'est cependant qu'à partir des années 1960-1970, à la suite d'une forte hausse du prix du gaz, que la synthèse de SNG à partir de charbon a reçu un réel intérêt industriel, avec la mise au point de chaines de réacteurs adiabatiques ; pour améliorer le rendement de conversion, ces réacteurs sont soit séparés par de nombreux échangeurs de chaleur (destinés à refroidir les gaz) soit comprennent un système de gestion du surplus de chaleur au sein du réacteur (alors presque toujours à lit fluidisé). 
Ces technologies datent principalement des années 1970-1980 (méthanation du syngas, un mélange CO/H2/CO2 ; tentatives de produire du méthane à partir de charbon ; deux cas où c'est la conversion du CO qui était principalement recherchée).
De nouveaux réacteurs sont plus récemment apparus (de type « réacteurs-échangeurs », associant intimement la gestion de la réaction chimique et celle de l'échange thermique. L'intérêt pour ces techniques est relancé par la conversion d'électricité en gaz.
Différents catalyseurs ont été testés ; ils comprennent une phase active métallique (le siège de la réaction) plus ou moins finement distribuée sur un support (poreux ou non) qui est un oxyde (ex. : alumine (Al2O3), silice (SiO2) ou oxyde de cérium(IV) (CeO2)).
De nombreux métaux nobles et de transition du groupe VIII B ont été plus ou moins efficacement testés comme phase active du catalyseur (ex. : le Ru, le Rh, le Pd, le Pt, le Co, le Fe, le Mn, le W, ou surtout le Ni car il est le moins coûteux).
Ainsi divers catalyseurs à base de Rh, Ru et Ni ont été étudiés dans cette réaction.

## Importance critique du catalyseur et de la température
Le catalyseur doit diminuer l'énergie de la liaison carbone-oxygène pour casser la molécule de dioxyde de carbone (CO2), qui est très stable. Les catalyseurs actuellement utilisés sont de type acide de Lewis à pression atmosphérique et à une température de 200 °C-600 °C. Durant sa durée de vie qui est de 5 000 à 7 500 heures, il permet théoriquement de convertir jusqu'à plus de 80 % du CO2 en méthane entrant dans le réacteur.
Dans ce système, à moins de 200 °C, la conversion devient presque nulle, et à partir de 350 °C une réaction secondaire se forme, qui diminue également le rendement de conversion : c'est la réaction de Dussan lors de laquelle le gaz réagit avec la vapeur d'eau, ce qui provoque une apparition dominante de monoxyde de carbone (toxique). Cette eau est aussi une base de Lewis qui va bloquer les sites acides qui sont les sites actifs du catalyseur.
Accroître la température de réaction ou celle du catalyseur permettrait de désorber l’eau de la surface du catalyseur mais en conduisant à un dépôt de carbone (réaction de Boudouard) qui pollue le catalyseur puis l'inactive. D'autres réactions indésirables sont le craquage du méthane ou la décomposition des oxydes de carbone. Chaque catalyseur a des « poisons » qui dégradent ou annihilent ses fonctions ; par exemple le phosphore, l'arsenic et plus encore le soufre (tout particulièrement s'il est présent sous sa forme H2S sont des poisons fréquents du nickel utilisé comme catalyseur.
On recherche encore un procédé peu consommateur d'énergie fonctionnant à pression atmosphérique et à une température peu élevée, ce qui demande un catalyseur très actif, sélectif, stable, peu coûteux, facile à mettre en forme.
Plusieurs familles de catalyseurs ont été testées dont à base de nickel (ex. : Ni/γAl2O3 (« 5Ni-alumine ») ou de type « Rh-CZ », ou à base de nickel supporté sur des oxydes de cérium-zirconium (ou oxydes mixtes cérium-zircone ; avec diverses proportions de cérium et/ou zirconium), avec comme précurseurs possibles pour la synthèse du substrat catalytique le nitrate hexahydraté de nickel(II) ou l'acétate tétrahydraté de nickel(II). Le dopage du catalyseur à l'oxyde de cérium permet le stockage et la mobilité de l’oxygène. Le nickel peut être un catalyseur supporté sur des oxydes mixtes de cérium-zirconium (CexZr1-xO2), sur des hydrotalcites, des zéolites ou divers oxydes mésoporeux présentant le double intérêt d'avoir une surface spécifique suffisante, une grande stabilité thermique aux gammes de températures nécessaires.
L'utilisation d'un « plasma catalytique » (c'est-à-dire d'un « couplage plasma DBD (décharge à barrière diélectrique)/catalyseur », peu consommateur d'énergie) a été proposée par Magdalena Nizio en 2016 à l'université Pierre-et-Marie-Curie-Paris VI,. Ce plasma non thermique peut être activé par une « énergie électrique fournie au catalyseur via un courant sinusoïdal à haute tension (14 kV) ». Cette énergie produit des « streamers », responsables de la polarisation positive ou négative des sites catalytiques, laquelle va relancer l'adsorption des réactifs du milieu sur le catalyseur, et d'autre part une désorption de l'eau du catalyseur (à basse température (moins de 200 °C), ce qui augmente aussi la durée d'activité du catalyseur). Selon Magdalena Nizio dans des conditions adiabatiques à 120 °C-150 °C la conversion du CO2 en CH4 est alors de 85 % environ, avec une sélectivité proche de 100 % (pour un gaz initial comprenant 20 % vol de CO2 et 80 % vol de H2.
Les catalyseurs doivent dans tous les cas subir une méthode de préparation, par exemple par imprégnation d’un support (ex. : mousse, zéolite puis acidification, ou par voie sol-gel (intégrés dans un pseudo sol-gel parfois qualifié à tort de résine) pour développer une grande surface spécifique.
Une piste récemment explorée (années 2010), est celle d'une catalyse photoassistée (éventuellement par la lumière du soleil). Le catalyseur photosensible utilisé est à base de nickel (Ni-Al2O3/SiO2), efficace à basse température (testé à 225 °C) en conditions d'écoulement continu (atteignant jusqu'à 3,5 % de conversion du CO2 avec une sélectivité complète en CH4, pour une irradiation de puissance de 2 327 W/m2 et un temps de contact de 1,3 s).
Parallèlement, des voies biotechnologiques, dites de « catalyse microbienne » et biométhanation sont également étudiées, non pas pour « convertir » de l'électricité en gaz, mais pour industriellement produire du méthane à partir de CO2 et d'hydrogène.
En France, en 2022, un pilote semi-industriel basé sur le procédé de plasma froid injecte pour la première fois du méthane de synthèse dans le réseau de gaz naturel.

## Usages
La méthanation est (ou pourrait bientôt être) utilisée :
- lors de la synthèse de l'ammoniac, pour éliminer le monoxyde et le dioxyde de carbone résiduels, qui sont des poisons catalytiques ;
- dans la gazéification du charbon[4] ;
- dans la production d'un gaz naturel de synthèse à partir de gaz de bois ;
- pour la synthèse Fischer–Tropsch ;
- comme vecteur de stockage et de transport de l'électricité d'origine renouvelable et intermittente[20] (produite de plus en plus massivement). Dans le scénario négaWatt[21], ce procédé pourrait bientôt permettre d'utiliser le méthane de synthèse, injectable dans les réseaux de distribution de gaz et dans les dispositifs de stockage existants. De tels projets sont développés par divers opérateurs gaziers, sous la dénomination générique « power-to-gas » (conversion d'électricité en gaz) (cf. infra) ;
- pour réduire le CO2 émis par les cimenteries, en le combinant à de l'hydrogène obtenu par électrolyse à partir d'électricité produite massivement par des centrales nucléaires (aux heures creuses notamment). Areva a calculé en 2011[20] que si la Chine « convertissait tout le CO2 émis par ses cimenteries, elle produirait l'équivalent de 10 millions de barils par jour, soit 10 % de la production mondiale ».

### Conversion d'électricité en gaz
Le principe de la conversion d'électricité en gaz est de stocker l'électricité excédentaire (par exemple produite par le solaire ou l'éolien) sous forme d'hydrogène transformé en méthane (par adjonction de CO2). Ce méthane peut être stocké en réservoir souterrain et distribué par le réseau de gaz naturel existant. En cas de manque d'électricité, il peut alimenter des turbines et en produire. Il peut aussi être utilisé pour l'industrie, le chauffage ou comme carburant de véhicules. L'efficacité et l'efficience des centrales power-to-gas dépendent fortement du processus de méthanation du CO2 et de l'efficience des catalyseurs utilisés.
Power-to-gas, et notamment le projet allemand Volt Gaz Volt, est en cours d'expérimentation à Stuttgart dans un prototype de 250 kW qui sera suivi (2013) d'une unité de méthanation industrielle de 6,3 MW (juin 2013) évaluée à 20 à 30 millions d'euros en coûts d'investissement. Elle devrait produire un méthane de qualité pour 0,25 €/kWh de gaz. L'objectif des auteurs du projet monté avec Audi, SolarFuel et EWE serait de diminuer ce prix de revient à 0,08 €/kWh en 2018 afin de rendre cette solution compétitive.
En France, l’AFUL Chantrerie, située à Nantes, a mis en service en novembre 2017 le démonstrateur MINERVE. Cette unité de méthanation de 14 Nm3/j a été réalisée par Top industrie, avec l'appui de Leaf. Cette installation permet d’alimenter une station GNV et d'injecter du méthane dans la chaudière gaz naturel de la chaufferie.
GRTgaz développe également sur le port de Marseille un projet similaire de stockage d'électricité sous forme de méthane, baptisé « JUPITER 1000 »,. L'unité de méthanation de 1 MW est fabriquée dans le cadre d'un partenariat entre le CEA et Atmostat. La mise en service de l'installation a eu lieu en 2020.
La méthanation est notamment promue en France par l'eurodéputée Corinne Lepage et le Pr Robert I. Bell qui ont lancé mi-2013 un projet de fond de régénération intergénérationnel qui serait abondé par les gains de productivité produits par ces nouvelles technologies : il peut aussi valoriser le surplus d'électricité nucléaire périodiquement produit en France la nuit ou quand la consommation est faible.